# Alurnus
Alurnus is een geslacht van kevers uit de familie bladkevers (Chrysomelidae).
De wetenschappelijke naam van het geslacht werd in 1775 gepubliceerd door Johann Christian Fabricius.

## Soorten
- Alurnus batesii Baly, 1864
- Alurnus bipunctatus (Olivier, 1792)
- Alurnus boucardi Rosenberg, 1898
- Alurnus chapuisi Uhmann & Jolivet, 1952
- Alurnus costalis Rosenberg, 1898
- Alurnus eckardtae Günther, 1936
- Alurnus elysianus Thomson, 1856
- Alurnus grossus Fabricius, 1775
- Alurnus horni Uhmann, 1935
- Alurnus humeralis Rosenberg, 1898
- Alurnus lansbergei Sallé, 1849
- Alurnus mutabilis Waterhouse, 1881
- Alurnus obliquus Uhmann, 1961
- Alurnus octopunctatus Fairmaire, 1851
- Alurnus orbignyi Blanchard, 1843
- Alurnus ornatus Baly, 1869
- Alurnus salvini Baly, 1885
- Alurnus secernendus Uhmann, 1932
- Alurnus sexguttatus Rosenberg, 1898
- Alurnus undatus Brême, 1844